# Aenictus furculatus
Aenictus furculatus är en myrart som beskrevs av Santschi 1919. Aenictus furculatus ingår i släktet Aenictus och familjen myror.

## Underarter
Arten delas in i följande underarter:
- A. f. andrieui
- A. f. furculatus